# Municipio de Gilead (Ohio)
El municipio de Gilead (en inglés: Gilead Township) es un municipio ubicado en el condado de Morrow en el estado estadounidense de Ohio. En el año 2010 tenía una población de 6112 habitantes y una densidad poblacional de 68,98 personas por km².

## Geografía
El municipio de Gilead se encuentra ubicado en las coordenadas 40°33′14″N 82°49′54″O / 40.55389, -82.83167. Según la Oficina del Censo de los Estados Unidos, el municipio tiene una superficie total de 88.6 km², de la cual 88.46 km² corresponden a tierra firme y (0.16%) 0.15 km² es agua.

## Demografía
Según el censo de 2010, había 6112 personas residiendo en el municipio de Gilead. La densidad de población era de 68,98 hab./km². De los 6112 habitantes, el municipio de Gilead estaba compuesto por el 97.37% blancos, el 0.34% eran afroamericanos, el 0.05% eran amerindios, el 0.26% eran asiáticos, el 0.05% eran isleños del Pacífico, el 0.23% eran de otras razas y el 1.7% pertenecían a dos o más razas. Del total de la población el 1.87% eran hispanos o latinos de cualquier raza.